# Dyogo Ramon
Diogo Ramon (Manaus, 06 de junho de 1998) mais conhecido como Dyogo Ramon, é um ator, diretor e comunicador brasileiro. Estreou como ator aos doze anos de idade em um espetáculo natalino.

## Biografia e carreira
Dyogo Ramon nasceu na cidade de Manaus, no Amazonas, e já morou em diferentes capitais do Brasil como Goiânia, Campo Grande e Salvador, por conta de seus estudos e trabalhos com teatro. A origem de sua família é nordestina. Seu bisavô materno, nascido em Olinda, foi combatente na Guerra de Canudos; e segundo histórias da família, sua bisavó materna de Campina Grande, conheceu Lampião. Seus ascendentes viviam andando pelo país, procurando um lugar com melhor qualidade de vida e trabalho. 
É neto de uma lavadeira e filho de uma professora formada. De infância pobre, morou na periferia da capital amazonense, onde sempre estudou em colégios públicos. Com a ajuda de sua tia-avó, estudou em colégio particular somente nos dois primeiros anos do maternal.
Desde criança brincava de fazer cenas, apresentar programas e compor músicas. Ainda muito pequeno, sempre afirmou que queria ser ator e trabalhar com teatro ou tv. Sua rotina de criança se baseava em criar programas que eram transmitidos em sua emissora imaginária, intitulada 'MG', que segundo ele, podia tanto ser 'Mundo Grande', como 'Emissora Mundialmente Gratuita'.
No ensino fundamental estudou música na escola, o que fez com que aprendesse flauta e canto. Chegou a fazer curtas apresentações em quermesses, cantando música sertaneja.
Começou os estudos formais em teatro num liceu conservatório, onde apresentou inúmeros espetáculos, como o texto clássico Romeu e Julieta. Nesta ocasião, chegou a ser convidado para ser o apresentador dos eventos da escola onde estudava. Com doze anos de idade, fez sua estreia em um espetáculo profissional de natal, encenado ao redor do Teatro Amazonas, produzido pela Hardrive Productions e dirigido por Robert McKinney, coreógrafo da Walt Disney. 
Enquanto ainda estudava formação técnica em atuação, com quinze anos, criou um projeto sociocultural na periferia, onde lecionava teatro e dirigia espetáculos. Este projeto ainda perdurou por seis anos. 
Aos dezesseis anos, entrou no curso superior para estudar teatro. Depois de formado, fez mestrado na mesma área, com vinte e um anos. 

### No teatro
| Ano  | Título                              | Personagem         |
| ---- | ----------------------------------- | ------------------ |
| 2011 | Concerto de Natal - O batismo da fé | Dançarino do Natal |
| 2014 | O Glorioso                          | Anjo               |
| 2015 | Romeu e Julieta                     | Teobaldo           |
| 2016 | Um bonde chamado desejo             | Mitch              |
| 2017 | A bicicleta do condenado            | Viloro             |
| 2018 | O rapto das cebolinhas              | Maneco             |
| 2021 | Sertão, Sol & Canção                | Vários personagens |

| Ano  | Título                              |
| ---- | ----------------------------------- |
| 2016 | Auto da Compadecida                 |
| 2017 | O Corcunda de Notre Dame            |
| 2018 | A clássica estória dos Saltimbancos |
| 2018 | Bem Catarina                        |
| 2022 | Tão Ser Tão                         |

### Na TV
| Ano  | Título             | Formato           |
| ---- | ------------------ | ----------------- |
| 2020 | Farol Sagres Educa | Programa infantil |
| 2021 | Endemia            | Série             |

### No Audiovisual
| Ano  | Título  | Formato  |
| ---- | ------- | -------- |
| 2020 | Endemia | Websérie |

### Na Internet
| Ano  | Título                              | Atuação/Cargo        |
| ---- | ----------------------------------- | -------------------- |
| 2020 | Programa EntrevistArte              | Apresentador/Diretor |
| 2021 | Vida de Ator                        | Apresentador/Diretor |
| 2022 | Programa EntrevistArte 2ª Temporada | Apresentador/Diretor |

## Prêmios e indicações
| Ano  | Prêmio                    | Recipiente | Categoria                  | Resultado |
| ---- | ------------------------- | ---------- | -------------------------- | --------- |
| 2021 | Cawcine do Rio de Janeiro | Endemia    | Diretor Revelação Nacional | Venceu    |
| 2021 | Cawcine do Rio de Janeiro | Endemia    | Melhor Filme Ambiental     | Venceu    |